# 中華民國駐越南共和國大使館
中華民國駐越南共和國大使館，通稱中華民國駐南越大使館，是中華民國（臺灣）在前越南共和國（南越）西貢設置的外交代表機構，1975年4月26日西貢淪陷前夕閉館。
其現址於2004年由中華人民共和國政府接收、改建，於2011年開始用以作為中華人民共和國駐胡志明市總領事館館址。
1992年11月，中華民國在已改稱胡志明市的南越舊都西貢復設代表機構，為僅具半官方性質的總領事館級駐胡志明市台北經濟文化辦事處。

## 歷史
最初為法國在越南殖民時期中華民國所設之駐西貢領事館，戰後升為總領事館。越南國獨立後，維持總領事關係，並未進一步發展正式外交關係。中華民國與越南共和國建交後，原稱中華民國駐越南共和國公使館，1955年12月17日設館，其後於1958年7月1日升格為大使館，並改稱中華民國駐越南共和國大使館，亦曾搬遷數次，1955年設館初在駐越美軍司令部附近的巴斯德街（Pasteur）47號:74辦公。
1967年9月19日，大使館遭到越共爆破，造成一名路人死亡，二十七人受傷。
1969年，榮工處於西貢市徵女王街（Hai Bà Trưng）175號:75自建新館後，大使館遷至繼續辦公，直到1975年4月26日西貢陷落閉館撤離。
越南統一後，大使館建物土地原被政府充公轉為其他用途，後由中華人民共和國接收，現址作為中華人民共和國駐胡志明市總領事館。

## 歷任大使

### 中華民國駐越南共和國公使（1955年－1958年）
1955年10月越南共和國成立後，中華民國承認越南共和國。12月17日，雙方建立外交關係，互換使節:77。中華民國駐西貢總領事館升格為公使館，原總領事蔣恩鎧任公使館代辦。1957年公使袁子健到任，1958年公使館升格為大使館。
| 姓名   | 任命           | 到任           | 遞交國書      | 免職         | 離任          | 外交銜級 | 外交職務     | 備註                                                                                 | 備註 |
| ------ | -------------- | -------------- | ------------- | ------------ | ------------- | -------- | ------------ | ------------------------------------------------------------------------------------ | ---- |
| 蔣恩鎧 | 1955年12月17日 | 1955年12月17日 |               |              | 1957年1月10日 | 參事     | 臨時代辦     | 1955年12月17日，中華民國駐西貢總領事館升格為公使館，同日改派為駐越公使參事並暫代館務 |      |
| 袁子健 | 1956年12月13日 | 1957年1月10日  | 1957年1月17日 | 1958年7月4日 | 1958年7月4日  | 公使     | 特命全權公使 | 中華民國與南越建交後首任公使，後升任大使                                             |      |

### 中華民國駐越南共和國大使（1958年－1975年）
1958年7月1日，中華民國駐越南共和國公使館升格為大使館，公使袁子健升任大使。 1975年，南越軍隊節節敗退，中華民國駐越南共和國大使館於同年4月26日關閉，28日起停止辦公。 30日隨南越政權瓦解而終止外交關係。5月12日，中華民國外交部正式命令閉館撤離。
| 姓名   | 任命           | 到任           | 遞交國書       | 免職           | 離任           | 外交銜級 | 外交職務     | 備註                                          | 備註 |
| ------ | -------------- | -------------- | -------------- | -------------- | -------------- | -------- | ------------ | --------------------------------------------- | ---- |
| 袁子健 | 1958年7月4日   | 1958年7月4日   | 1958年7月10日  | 1964年10月14日 | 1964年10月27日 | 大使     | 特命全權大使 | 公使升任大使，中華民國與南越建交後首任大使    |      |
| 胡 璉  | 1964年10月14日 | 1964年11月12日 | 1964年11月26日 | 1972年12月20日 | 1972年12月20日 | 大使     | 特命全權大使 | 1967年9月大使館遭越南南方民族解放陣線襲擊     |      |
| 許紹昌 | 1972年12月22日 | 1973年1月2日   | 1973年1月6日   | 1975年5月10日  | 1975年4月26日  | 大使     | 特命全權大使 | 末任，1975年5月10日繼續以大使身份回外交部任職 |      |